# Долопы (пьеса)
«Долопы» (др.-греч. Δόλοπες) — трагедия древнегреческого драматурга Софокла (V век до н. э.), текст которой практически полностью утрачен.
О сюжете пьесы ничего не известно. Сохранился только один обрывок текста («...Что он, как заяц, спрятался и, беглый, // Сидит под кровом»), который ничего не проясняет. Фигурирующие в названии долопы — фессалийское племя, власть над которым мифический царь мирмидонян Пелей передал нашедшему у него приют Фениксу. Соответственно существует гипотеза, что «Долопы» — второе название трагедии «Феникс».